# Leo Kall
Leo Kall är en fiktiv kemist och protagonist i dagboksromanen Kallocain från 1940 av den svenska författaren Karin Boye.
Han uppges ha författat dagboksromanen efter 20 år som fånge i den fiktiva Universalstaten. I boken skildras hans liv, hans barn och hustru som boende i Kemistaden 4.
Leo Kall har bland annat gestaltats av Sven Wollter i TV-serien Kallocain från 1981.